# Harréville-les-Chanteurs
Harréville-les-Chanteurs är en kommun i departementet Haute-Marne i regionen Grand Est (tidigare regionen Champagne-Ardenne) i nordöstra Frankrike. Kommunen ligger i kantonen Bourmont som tillhör arrondissementet Chaumont. År 2022 hade Harréville-les-Chanteurs 267 invånare.

## Befolkningsutveckling
Antalet invånare i kommunen Harréville-les-Chanteurs
| Referens: INSEE |